# 深水埗康樂文化大樓

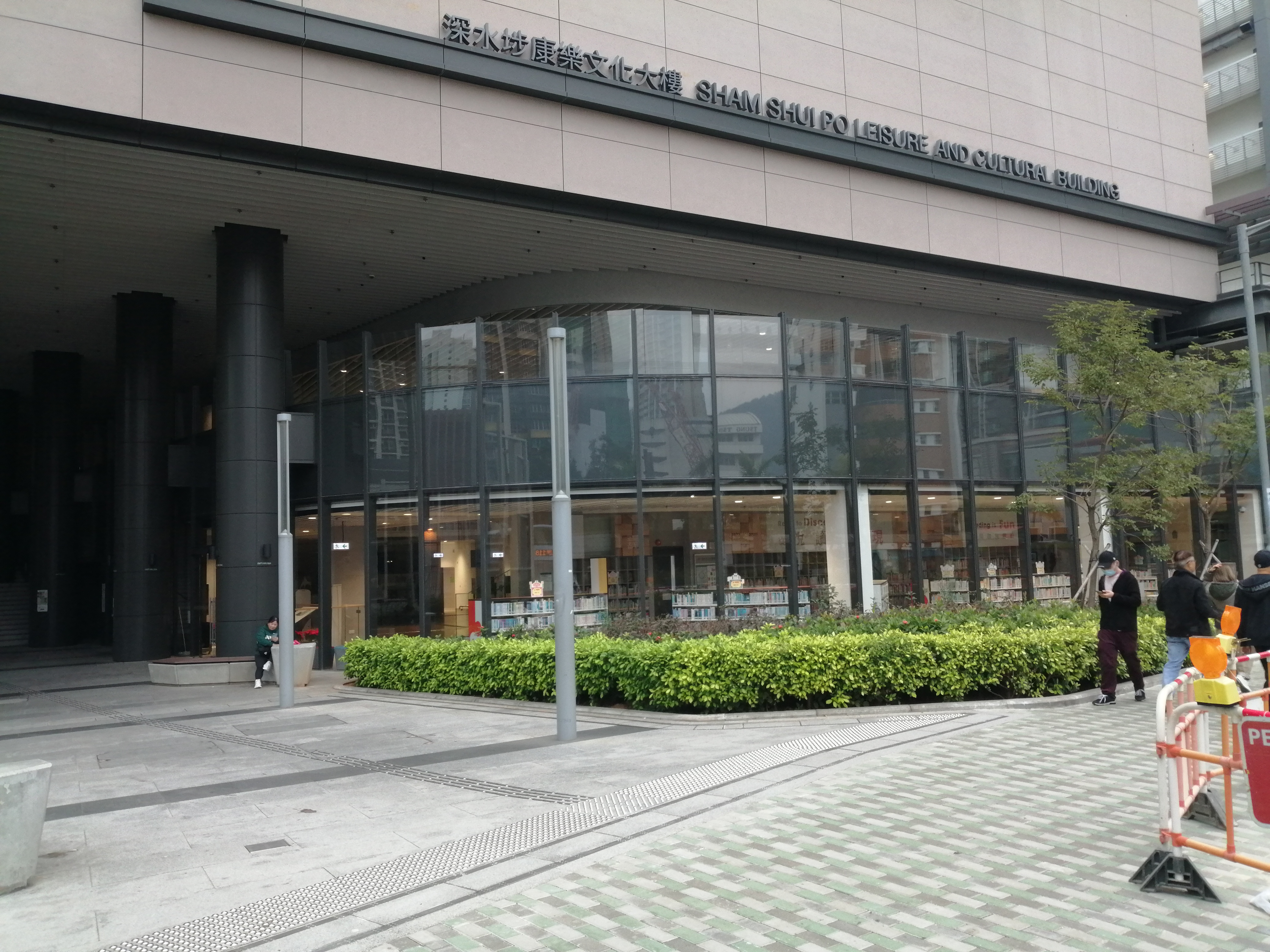
大樓外觀

22°19′48″N 114°08′56″E / 22.330090°N 114.148889°E
深水埗康樂文化大樓（英語：Sham Shui Po Leisure and Cultural Building），是一幢位於香港九龍深水埗深旺道38號，由康樂及文化事務署管理的市政大廈。大樓屬海達邨工程一部分，與其餘樓宇均由房屋署總建築師（3）與李景勳、雷煥庭建築師事務所合作設計，大樓內的體育館率先於2022年9月28日啟用，而深水埗公共圖書館於2023年3月30日啟用。

## 歷史
深水埗康樂文化大樓的工程名為「深水埗西北九龍填海區第6號地盤的體育館、五人足球場及公共圖書館設施」。房屋署於2013年11月5日就綜合發展計劃諮詢深水埗區議會，並獲得議員普遍支持。政府於2016年4月向立法會工務小組委員會提交文件，申請撥款15億6460萬港元興建相關設施。當時預計於2016年年底開工，2020年年初竣工，以配合西北九龍填海區第6號地盤公屋發展項目（即海達邨）的發展時間表。2019年，深水埗區議會同意康文署將大樓命名為「深水埗康樂文化大樓」。由於受疫情影響，工程延誤，最後深水埗體育館於2022年9月28日啟用，深水埗公共圖書館的學生自修室於2022年10月31日開放，而深水埗公共圖書館於2023年3月30日啟用。

## 外觀
深水埗康樂文化大樓位於海達邨旁邊，除了具備自身的建築特色外，亦具備海達邨的建築設計。其外觀源自書本層疊形態，並加入太陽能板和太陽能熱水裝置，以提升大樓的環保效能和可持續性。另外又設有雨水收集系統、電動車充電設施、環保燈具等設備。地面至二樓採用半開放並毗連綠化的空間，以便引入自然光，不同位置採用垂直綠化，讓環境更盎然。

## 設施
深水埗康樂文化大樓可容納1000人，設有深水埗公共圖書館、深水埗體育館、五人足球場以及休憩用地，其中深水埗公共圖書館位於大樓的地下和一樓，佔地3700平方米，提供17萬本本地及海外的書籍，亦具備鐳射唱片等，以及超過150種本地及海外的報刊及雜誌供市民閱讀。深水埗公共圖書館設有成人圖書館、兒童圖書館、多媒體資料圖書室、電腦資訊中心、推廣活動室，並設有自助借書、續借及自助歸還服務。學生自修室提供220個座位，為學生提供更舒適及寧靜的學習環境。圖書館亦會定期舉辦各種活動。體育館則位於大樓二樓至四樓，設有可作為2個籃球場、2個排球場、8個羽毛球場或1個手球場的多用途球場，並可兼作社區活動場地，還有乒乓球室、健身室、兒童遊戲室，另設有3個多用途活動室。